# Vya
Vya é uma pequena cidade fantasma localizada no condado de Washoe, estado do Nevada, nos Estados Unidos. Fica a leste da linha de fronteira com o estado da Califórnia. A vila quase desapareceu na década de 1920. Pouco resta, na atualidade,  da antiga vila, exceto dois edifícios em madeira : a estação de correios e a biblioteca. A estação de correios ainda esteve ativa até 1941.  
A vizinhança de Vya esteve desenvolvida no Old Yella Dog Ranch, um rancho, com facilidade para RV's e campismo. 